# Votli organ
Votli organ je organ, katerega tkivo v notranjosti oblikuje prazen prostor – svetlino. Od znotraj je stena organa prekrita s plastjo epitelija, večinsko tkivo v sredini stene organa pa predstavlja mišična plast iz gladke mišičnine (razen pri srcu, kjer je posebna oblika mišičnine – srčna mišičnina). Od zunaj organ obdaja serozna mrena ali pa se vrašča z vezivnim tkivom v okolico.
Votli organi so na primer:
- deli prebavne cevi (želodec, tanko črevo, debelo črevo ...),
- žolčnik,
- dihalne poti,
- srce,
- ženska spolovila (jajcevodi, maternica, nožnica),
- sečila (ledvični meh, sečevod, sečnik, sečnica).